# Ceanu Mare
Ceanu Mare es una comuna Rumania, en el distrito de Cluj. Su población en el censo de 2002 era de 4.308 habitantes.
- Datos: Q16426169
- Multimedia: Ceanu Mare, Cluj / Q16426169

1. ↑  Worldpostalcodes.org,código postal n.º 407185.